# 4625 Shchedrin
4625 Shchedrin (1982 UG6) là một tiểu hành tinh vành đai chính được phát hiện ngày 20 tháng 10 năm 1982 bởi L. G. Karachkina ở Nauchnyj.